# Istrijský zemský sněm
Istrijský zemský sněm byl od roku 1861 existující volený zákonodárný sbor v korunní zemi Istrie v Rakouském císařství, od roku 1867 v Rakousku-Uhersku, existující do roku 1918. Byl jedním ze zemských sněmů Předlitavska. Z hlediska státní správy bylo Markrabství Istrie součástí provincie Rakouské přímoří, v níž se dále nalézaly i další dvě korunní země: Terst a Gorice a Gradiška se společným místodržícím. 
Zemský sněm v Istrii vznikl roku 1861 společně s dalšími zemskými sněmy v monarchii v rámci přechodu na ústavní formy vlády a zemské samosprávy tak, jak ho nastavila únorová ústava, jíž vydal císař František Josef I. Sněm měl 30 členů. Jako virilisté (z titulu své funkce) na něm zasedali tři biskupové a to biskup Terstu a Koperu, biskup Poreče a Puly a biskup Krku. Zbylých 27 poslanců bylo volených a to ve třech kuriích.
- kurie velkostatkářská volila pět poslanců
- kurie měst a obchodních a živnostenských komor volila deset poslanců
- kurie ostatních obcí volila dvanáct poslanců

Sněm vydával zákony zemského charakteru a fungoval až do roku 1918, kdy region připadl k Itálii (po roce 1945 součástí Jugoslávie).